# Caroline Beckerová
Caroline Beckerová (nepřechýleně Caroline Becker; 1826–1881) byla první profesionální fotografka ve Finsku.

## Životopis
Jako vdova vedla v letech 1859 až 1862 bývalý ateliér svého bratra ve Vyborgu. Vedla také hračkářství. Beckerová byla první profesionální fotografkou ve Finsku, Hedvig Kepplerová (1831–1882) se stala později téhož roku druhou v Turku, následovaly čtyři další fotografky s krátkou kariérou, než se Julia Widgrénová stala první celebritou fotografkou ve Finsku na konci 60. let 19. století.